# Marta Villegas Montserrat
Marta Villegas Montserrat (Barcelona, segle XX) és una lingüista computacional i investigadora catalana. Dirigeix la Unitat de Tecnologies del Llenguatge del Barcelona Supercomputing Center - Centre Nacional de Supercomputación (BSC–CNS).

## Trajectòria
Villegas es va doctorar en Lingüística aplicada en 1998 en la Universitat Politècnica de Catalunya (UPC) amb la tesi titulada Controlled subjects in Spanish and other "senar-strictly local" bounded dependency constructions (Subjectes controlats en espanyol i altres construccions de dependència delimitada «no estrictament locals»), on analitza com les llengües romàniques, com l'espanyol, desafien alguns principis de la teoria lingüística HPSG (Head-Driven Phrase Structure Grammar).
Villegas dirigeix la Unitat de Tecnologies del Llenguatge del Barcelona Supercomputing Center - Centre Nacional de Supercomputación (BSC–CNS) on treballa des de 2017. Lidera el projecte MarIA dins del BSC–CNS, una iniciativa d'accés obert dissenyada per a millorar la comprensió de la llengua espanyola per part dels sistemes d'intel·ligència artificial (IA). Fou el primer model massiu d'IA en espanyol obert. El seu desenvolupament s'ha basat en una base de dades proporcionada per la Biblioteca Nacional Espanyola, que conté 135.000 milions de paraules. MarIA s'entrenà per a aprendre a contextualitzar el vocabulari, utilitzant per a això la potència del supercomputador MareNostrum.
A més, també lidera el projecte AINA, una iniciativa d'intel·ligència artificial i tecnologies del llenguatge que, des de finals del 2020, té com a objectiu potenciar l'ús del català en el món digital. El projecte genera i posa a la disposició de tots recursos lingüístics, corpus i models informàtics perquè els desenvolupadors d'aplicacions basades en IA puguin integrar-los fàcilment en català, captat a través de la plataforma Common Voice. Això inclou assistents de veu, traductors automàtics, correctors i agents conversacionals, amb la finalitat de facilitar la interacció en català en l'àmbit digital.
El gener de 2025 el Govern d'Espanya va presentar ALIA, una iniciativa que agrupa els projectes dirigits per Villegas, incloent-hi, MarIA i AINA.
A més, Villegas ha publicat nombrosos estudis i forma part de l'equip tècnic del Pla d'Impuls de les Tecnologies del Llenguatge de l'Agenda Digital per a Espanya.

## Reconeixements
En 2022, Marta Villegas va guanyar el Premi Ciutat de Barcelona en la categoria de Ciències Experimentals i Tecnologia per la construcció i desenvolupament dels models de processament de llenguatges naturals per al català i el castellà, AINA i Maria. El projecte MarIA liderat per Villegas ha rebut al seu torn altres reconeixements com el premi Archiletras, convocat per l'editorial Premsa i Serveis de la Llengua per a reconèixer els mèrits en la promoció, suport, recerca i desenvolupament en l'espanyol i altres llengües.